# Rafael Caro Quintero

Rafael Caro Quintero

Rafael Caro Quintero (La Noria, 24 oktober 1954) is een Mexicaanse drugsbaron. In de jaren 80 was hij het hoofd van het Guadalajarakartel. 
Caro Quintero is afkomstig uit een arme familie uit de staat Sinaloa. Caro ging op 18-jarige leeftijd als vrachtwagenchauffeur werken, maar ontdekte al snel dat hij met het verbouwen van marijuana meer kon verdienen. Hij was bij huwelijk familie van de drugsbaron Ernesto Fonseca Carrillo en bevriend met Miguel Ángel Félix Gallardo. Gedrieën richtten Caro Quintero, Fonseca en Félix het Guadalajarakartel op. Caro Quintero had banden met verschillende vooraanstaande politici en betaalde maandelijks de politie om op vrije voeten te blijven.
In november 1984 werd door speciaal agent Enrique Camarena van de DEA zijn plantage Rancho Búfalo in Chihuahua opgerold, en werden door de autoriteiten bezittingen met een waarde van meer dan twee miljard dollar buitgemaakt of vernietigd. Caro Quintero zwoer wraak en wist een paar maanden later Camarena gevangen te nemen. Camarena en diens piloot Alfredo Zavala werden in opdracht van Caro Quintero doodgemarteld. Caro werd niet veel later gearresteerd, maar dankzij een bevriende politiecommandant wist hij naar Costa Rica te vluchten. Op 5 april 1985 werd hij in Costa Rica gearresteerd en uitgeleverd aan Mexico. Zijn fortuin werd op dat moment geschat op $650 miljoen. Caro werd in 1989 schuldig bevonden aan onder andere de moord op Camarena, het leiden van een criminele organisatie en cocaïnesmokkel en werd veroordeeld tot een gevangenisstraf van 40 jaar. Sinds 1989 zat hij een 40-jarige gevangenisstraf uit.
In augustus 2013 werd hij echter door de Mexicaanse autoriteiten vrijgelaten. Onder druk van de Amerikaanse regering werd zijn arrestatie enkele dagen later teruggedraaid, maar Caro Quintero was toen al verdwenen. De Amerikaanse regering loofde een premie uit van $20 miljoen voor zijn arrestatie. Op 15 juli 2022 werd Quintero door de Mexicaanse autoriteiten aangehouden na bijna negen jaar op de vlucht te zijn geweest.